# 權真秀
權真秀（Jin-Soo Kwon），是美國廣播公司懸疑類電視連續劇《迷失》的韓國籍角色，由金大賢（Daniel Dae Kim）飾演。

## 角色設定
權真秀於1974年11月27日在韓國南海郡出生，父親是貧窮的漁民，母親是妓女。他的母親在他孩提時將他和他的父親拋棄。成年後，為了追逐夢想，到首爾打工，獲酒店老闆賞識，聘請他為門僮。